# لطيفة بنت أحمد آل مكتوم
لطيفة بنت أحمد بن جمعة آل مكتوم (من مواليد 27 سبتمبر 1985) هي لاعبة فروسية إماراتية شاركت في دورة الألعاب الأولمبية الصيفية لعام 2008 في بكين، ودورة الألعاب العالمية للفروسية للاتحاد الدولي للفروسية 2010 في ليكسينغتون، و كأس العالم لقفز الحواجز 2013 و2015. وكانت أول امرأة تمثل دولة الإمارات العربية المتحدة في الألعاب الأولمبية. وفي أبريل 2019، حصلت على المركز الثاني في بطولة الإمارات لقفز الحواجز الحادية والعشرين.

## الحياة الشخصية
هي ابنة الشيخة حصة بنت راشد آل مكتوم (أخت محمد بن راشد آل مكتوم) وابنة أخت هند بنت مكتوم آل مكتوم.